# Hallangiidae
Hallangiidae — родина двобічно-симетричних тварин класу Ацели.

## Класифікація
Родина включає в себе 2 роди з 2 видами:
- Рід Aechmalotus
  - Aechmalotus pyrula (Beklemischev 1915)
- Рід Hallangia
  - Hallangia proporoides (Westblad 1946)

Проте дослідження ДНК з довкілля 2016 року виявило принаймні ще один потенційний вид родини.